# Торсионная дистония
Торсионная дистония — хроническое прогрессирующее заболевание головного мозга, при котором поражается экстрапирамидная система. Для него характерны неравномерное повышение мышечного тонуса, вращательные спазмы мышц туловища и проксимальных отделов конечностей. Впервые была описана В. Швальбе в 1908 г. 

## Этиология
Торсионная дистония является генетическим заболеванием и наследуется как по аутосомно-доминатному, так и по аутосомно-рецессивному типу. При аутосомно-доминантном типе наследования болезнь, как правило, дебютирует позже и протекает легче.   

## Эпидемиология
Заболевание встречается с частотой 3-4 случая на 100 000 человек. В основном болеют мужчины.  

## Классификация
Существует несколько форм торсионной дистонии — генерализованная и локальная. Локальная форма встречается чаще, чем генерализованная. Как правило, локальная форма переходит в генерализованную медленно, в разные сроки от начала заболевания.  
К локальным формам относятся:  
- спастическая кривошея — представляет собой локализованный гиперкинез, при котором напряжение мышц шеи приводит к насильственному повороту головы;
- блефароспазм —  непроизвольное сокращение круговой мышцы глаза, приводящее к стойкому спазматическому смыканию век;
- оромандибулярная дистония — характеризуется различными непроизвольными гримасами, насильственным открыванием и/или закрыванием рта.  Во время приступа нижняя челюсть плотно смыкается с верхней, в результате чего зубы плотно стискиваются и даже могут смещаться, возможны случаи, когда челюсть смещается книзу и больной не может закрыть рот. Одновременно лицо искажается страдальческой гримасой несмотря на то, что человек не испытает болевых ощущений;
- спастическая дисфония — тяжелое нарушение голоса, проявляющееся напряжёно-сдавленной, преривистой речью[4];
- писчий спазм — для него характерны патологические сокращения и/или напряжения мышц кисти, приводящие к формированию неестественных поз и движений и нарушающие функции письма[5];
- синдром Брейгеля или синдром Мейжа — сочетание блефароспазма и оромандибулярной дистонии[6].

## Клиническая картина
Генерализованная форма заболевания дебютирует в 11-12 лет с локальных форм и медленно прогрессирует.
Для заболевания характерно развитие дистонических гиперкинезов, длительных сокращений мышц, зачастую вращательного характера, приводящие к патологическим позам туловища, шеи, вращению конечностей кнутри с пронацией стоп, кистей и разгибанием пальцев. Интеллект при этом в большинстве случаев повышен. 
Иногда встречаются хореиформные, атетозные, гемибаллические гиперкинезы, миоклонии, тремор, изменение мышечного тонуса по пластическому типу. 
Гиперкинезы уменьшаются с помощью корригирующих жестов и полностью исчезают во сне. Признаки поражения пирамидных нейронов и чувствительные расстройства отсутствуют. 
Локализованная форма не всегда прогрессирует в генерализованную, иногда она является самостоятельной формой заболевания.  

## Диагностика
Диагноз устанавливается на основании клинической картины и исключении других заболеваний со схожими симптомами. 
Тяжесть заболевания оценивается по шкалам движений и инвалидизации, предложенным S. Fuhn и соавторами, основанным на клиническом обследовании и изучении бытовой активности соответственно.
Существует 13 форм заболевания, но генетический анализ проводят только на DYT1 – дистонию 1 типа. Эта форма является наиболее распространённой и встречается в 20% случаев.

## Лечение
Этиотропное и патогенетическое лечение не разработано. 
В качестве симптоматической терапии применяют агонисты дофамина, антихолинергические препараты, миорелаксанты, антиконвульсанты и антагонисты дофамина. 